# Parteibetrieb
Als Parteibetrieb bezeichnet man wirtschaftliche Betriebe oder Unternehmen, bei denen Parteien entweder als Eigentümer, Besitzer und/oder Betreiber fungieren.

## Ziele, Zweck
Parteibetriebe sichern die organisatorische, öffentlichkeitswirksame sowie wirtschaftliche Handlungsfähigkeit und/oder schaffen Vermögen für die jeweilige Organisation. Am Anfang dienten Parteibetriebe als Redaktionen, Druckereien und Verlage sowie Vertriebsorganisationen der materiellen Realisierung der Öffentlichkeitsarbeit, Information, Agitation und Propaganda der jeweiligen Partei. In der Geschichte und Gegenwart hat es auch zahlreichen politischen u. a. Missbrauch solcher Parteibetriebe und ihrer Vermögen gegeben.
Nachfolgend einige Beispiele (nicht vollständig).

## Deutsches Reich

### Sozialdemokratie
Schon die frühe Sozialdemokratie veröffentlichte eigene Zeitungen wie Der Volksstaat, Neuer Social-Demokrat und den „Vorwärts“.
Der Allgemeine Deutscher Arbeiterverein (ADAV) gab 1879 das Parteiblatt „Der Sozialdemokrat“ heraus.S. 13
Die SPD baute für die wachsende Anhängerschaft weitere Parteizeitungen mit Redaktionen, Druckereien und Vertrieb auf. 1912 existierten 94 mit einer Gesamtauflage von 1,4 Millionen Stück. Neben zahlreichen Ehrenamtlichen gab es ca. 150–200 weitere Mitarbeiter, die die Organisationsarbeit leisteten und besoldet werden mussten. Hinzu kamen ca. 1000 Funktionäre, die unterschiedlich in Suborganisationen, Redaktionen oder Gewerkschaften abgesichert wurden. Eine wichtige Rolle spielten vor Ort viele Gastwirte der Sozialdemokratie, wo sich die Arbeiterschaft traf und auch Parteiveranstaltungen stattfanden.S. 24ff
Im Umfeld der Partei entstand 1896 der Zentrale Bildungsausschuss mit späterer Parteischule. Bekannt sind viele Vereinslokale und Gastwirte der Sozialdemokratie. Inwieweit sie direkte Parteiunternehmungen waren, lässt sich unter den Bedingungen des Sozialistengesetzes, als die Sozialdemokratie 1878 bis 1890 halb in der Illegalität wirken musste, nicht genau definieren. Als Organisationen im Umfeld der SPD galten die Konsumgenossenschaften und Arbeiterkultur- und Sportorganisationen.

### KPD
- Tribüne Tageszeitung im Gebiet der preußischen Provinz Sachsen und Anhalt

## Nachkriegsdeutschland 1945–1949

### CDU
Am 22. Juli 1945 erschien die Tageszeitung „Neue Zeit“ der Christlich-Demokratischen Union Deutschlands
In Blankenburg (Harz) wurde die CDU-Bildungsstätte gegründet.S. 103

## DDR
In den damaligen sozialistischen Ländern war alles der Diktatur des Proletariats untergeordnet, so auch in der DDR. Massenorganisationen und Parteien wurden im damaligen Kalten Krieg innenpolitisch weitgehend gleichgeschaltet. Natürlich mussten sie ihre politischen Ziele und Vorgaben auch rein wirtschaftlich umsetzen. Hier einige Beispiele:

### Vereinigung Organisationseigener Betriebe (VOB)
Die VOB waren eine besondere Form gesellschaftlichen Eigentums in der DDR. Darunter fiel u. a. das Parteieigentum in der DDR. Auch andere gesellschaftliche und Massenorganisationen konnten organisationseigene Betriebe haben (OEB).

### SED
Als Parteibetrieb der SED bezeichnete man wirtschaftliche Unternehmen und Betriebe im In- und Ausland, bei denen die SED selbst als Eigentümer, Besitzer, Betreiber und/oder Arbeitgeber fungierte. Des Weiteren fungierten SED-Firmen als Devisenbeschaffer und nach der Wende 1989 auch zur Verbringung von Parteivermögen.

### Blockparteien
- DBD: Tageszeitung Bauernecho; zentrale Parteischule „Thomas Münzer“ in Borkheide.
- LDPD: Tageszeitung Der Morgen
- NDPD: Verlag der Nation

### Massenorganisationen
Auch Massenorganisationen betrieben eigene wirtschaftliche Unternehmen. In der DDR fasste man sie unter dem Begriff „Organisationseigene Betriebe“ (OEB) zusammen. Da diese Organisationen keine Parteien waren, kann man streng genommen nicht von Parteibetrieben sprechen. Dennoch einige Beispiele:
- FDJ: überregionale Tageszeitung Junge Welt
- FDGB: werktägliche Tageszeitung Tribüne

## Bundesrepublik Deutschland

### SPD
Sie betrieb bzw. betreibt u. a.:
- Deutsche Druck- und Verlagsgesellschaft;
- Erich-Ollenhauer-Haus
- Willy-Brandt-Haus

### CDU
Ab 1954 gab die Bundestagsfraktion von CDU/CSU den Informationsbrief „Nachrichten und Kommentare aus der Mittelstandspolitik“ (NKM) heraus. Im selben Jahr 1954 wurde die Politische Akademie Eichholz eröffnet, die von 1957 bis 2014 Bildungsstätte der Konrad-Adenauer-Stiftung war. Damals finanzierte sich die Partei vor allem durch Spenden. Eigene Fördergesellschaften trugen fast vier Fünftel der Kosten der Bundeszentrale. Der Rest kam von Abonnenten der periodischen Mitteilungen für „wirtschaftspolitisch interessierte Kreise“. Am erfolgreichsten war das selbständige Verlagsunternehmen „Wirtschaftsbild“. Für die Partei wurden die Hausgesellschaft Nassestraße, Schloss Eichholz und das Grundstück an der Friedrich-Ebert-Allee mit dem Konrad-Adenauer-Haus bewirtschaftet.S. 145+205
Die Exil-CDU (aus der DDR in die BRD geflüchtete CDU-Mitglieder) gab ab 1955 das periodische Organ „Stimme im Exil“ heraus.S. 236
Im Rechenschaftsbericht 1969 betrug der Haushalt der CDU 34,5 Millionen DM, 2 % kamen aus Vermögenserlösen, 1,6 % aus Veranstaltungen und Publikationen.S. 265
Die CDU betreibt als Wirtschaftsbetrieb seit 1959 die „Presse- und Informationsdienste der CDU Deutschlands – Verlagsgesellschaft mbH“ und als Nachfolgerin ab 1968 die Union Betriebs-Gesellschaft in Rheinbach mit Betriebsstätte in Berlin.

### FDP
Das Haus- und Grundvermögen der Partei wird mit 2,8 Millionen Euro bewertet. Die FDP hält Firmenbeteiligungen im Wert von rund vier Millionen Euro.
Die FDP hält Anteile an oder besitzt u. a. folgende Firmen:
- Reinhardtstraßenhöfe GmbH & Co. KG in Bonn und Reinhardtstraßenhöfe Verwaltungs-GmbH in Siegburg[3]
- Universum Verlag GmbH,
- liberal Verlag GmbH Berlin mit der Vierteljahresschrift „Liberal“
- Die LIBERAL Vermögensverwaltungsgesellschaft mbH in Bonn (100-%ige Tochter der FDP mit 2001 mindestens 2,65 Millionen Euro)[4]
- Liberale Wirtschafts-Dienstleistungs-GmbH, Düsseldorf[5]
- ProLogo Gesellschaft für Veranstaltungsorganisation mbH, Bonn[6]

### Bündnis 90/Grüne
Auch diese Partei finanziert sich u. a. aus Einnahmen aus Unternehmenstätigkeit und Beteiligungen, Einnahmen aus sonstigem Vermögen, Einnahmen aus Veranstaltungen, Vertrieb von Druckschriften und Veröffentlichungen und sonstiger mit Einnahmen verbundener Tätigkeit.

### Die Linke
Zur Historie siehe Parteibetrieb (SED). Aktuell betreibt Die Linke u. a.:
- das Karl-Liebknecht-Haus (Sitz von Vorstand und Bundesgeschäftsstelle);
- anteilig die Tageszeitung Neues Deutschland mit Anteilen an diversen Vertriebsfirmen